# Szade Góry
Szade Góry – część wsi Staniszewo w Polsce, położona w województwie pomorskim, w powiecie kartuskim, w gminie Kartuzy.
W latach 1975–1998 Szade Góry należały administracyjnie do województwa gdańskiego